# Жозефіна Тей
Елізабет Макінтош (25 липня 1896 — 13 лютого 1952), відома під псевдонімом Джозефін Тей,  шотландська письменниця. 1990 року її роман «Дочка часу», детективний твір про розслідування смерті принців у Тауері, Асоціація письменників детективного жанру обрала як найкращий кримінальний роман усіх часів. Її перша п'єса «Річард Бордоський», написана під іншим псевдонімом — Гордон Девіот, мала успішний прокат у Вест-Енді, де головну роль виконав Джон Гілгуд. 

## Життя та творчість
Макінтош народилася в Інвернесі, була старшою з трьох дочок Коліна Макінтоша, плодівника, і Жозефіни (до шлюбу Горн). Навчалася в Інвернесській королівській академії, а потім, 1914 року, у коледжі фізичної підготовки Енсті в Ердінгтоні, передмісті Бірмінгема. Вона викладала фізичну культуру в різних школах Англії та Шотландії, а під час канікул працювала в реабілітаційному будинку в Інвернесі медсестрою добровольчого загону допомоги. Юнацький роман закінчився загибеллю її друга-солдата в боях на Соммі. 1923 року вона повернулася в Інвернесс назавжди, щоб доглядати за своєю матір'ю з інвалідністю, і того ж року, після смерті матері, залишилася, щоб підтримувати будинок для батька.
Навчальна програма з «фізичного виховання» охоплювала набагато більше, ніж легку атлетику. Тей використала свій шкільний досвід у книжці «Міс Пім вирішує», коли описувала предмети, які викладають в школі, а також типи синців та інших травм, отриманих учнями. Закінчивши навчання, Тей працювала в фізіотерапевтичній клініці в Лідсі, потім викладала в школах, спочатку в Ноттінгемширі, потім в Обані, де отримала травму, коли стріла в гімназії впала їй на обличчя. Тей перепрофілювала цей випадок на метод вбивства в романі «Міс Пім вирішує».
Доглядаючи за батьком, вона почала кар'єру письменниці. Її перша робота вийшла у Вестмінстерській газеті 1925 року під ім'ям Гордон Девіот. Вона продовжувала публікувати вірші та оповідання в The Westminster Review, The Glasgow Herald та Literary Review.
Її перший роман, «Кіф: відверта історія» добре сприйняли у той час; отримав схвальні рецензії, був проданий в Америку та згаданий у списку «Книжки тижня» видання The Observer. Ця робота, натхненна підрозділом 4-го Кемеронського гірського полку, шотландського територіального батальйону, який дислокувався в Інвернесі перед Першою світовою війною та відігравав важливу роль у житті міста, була першою ознакою тривалого зацікавлення Тей військовими справами. Через три місяці її перший загадковий роман «Людина в черзі» вийшов у видавництві Бенн, Метуен. Коли його опублікували в Америці, його було відзначено премією Dutton Mystery Prize. Це перша поява її детектива, інспектора Алана Ґранта. Мине кілька років, перш ніж вона напише ще один детектив.
Справжні амбіції Макінтош полягали в тому, щоб написати п'єсу, яку б показували в лондонському Вест-Енді. Її п'єсу «Річард Бордоський» поставили 1932 року в Художньому театрі під псевдонімом Девіот. Успіх постановки був таким, що 1933 року її перенесли до Нового театру (нині Театр Ноеля Коварда), там вона йшла цілий рік. Ця постановка прославила молодого головного актора та режисера Джона Гілгуда на всю країну (він став другом Макінтош на все життя). (Тей пише про інспектора Алана Ґранта, що «в молодості він бачив виставу «Річард Бордоський»; чотири рази він бачив її»). Вона заявила, що її надихнула гра Гілгуда в Гамлеті та його участь у Королівському турнірі. Ще дві її п'єси поставили в Новому театрі, «Жінка, що сміється» (1934) і «Королева Шотландії» (1934, написана у співпраці з Гілгудом).
Письменниця написала близько десятка одноактних п'єс і ще десяток повноформатних п'єс, багато з яких на біблійні чи історичні теми, під ім'ям Ґордон Девіот, але жодна з них не мала помітного успіху. Невідомо, як вона вибрала ім’я Ґордон, але Девіот — це ім’я мальовничого місця поблизу Інвернесса, де вона провела багато щасливих свят зі своєю родиною. Лише чотири п'єси було поставлено за життя авторки.
Її єдина нонфікшн книга, «Клевергауз», була написана як виправдання Джона Грема, 1-го віконта Данді, якого вона вважала знеславленим героєм: «Дивно, що людина, життя якої було таким простим за схемою та таким відвертим за духом, стала прив’язкою до кожної легенди, кривавої чи хороброї, яка належала його часу».
Найвідоміші книжки Макінтош були написані під ім'ям Жозефіна Тей, яке було ім'ям її пра-прабабусі з графства Саффолк.
У п’яти детективних романах, усі з яких, крім першого, вона написала під ім’ям Тей, героєм є інспектор Скотланд-Ярду Алан Ґрант (Ґрант з’являється в шостій частині, «Справа франшизи», як другорядний персонаж). Найвідомішим з них є роман «Дочка часу», в якому Ґрант, лежачи в лікарні, просить друзів досліджувати довідкові книги та сучасні документи, щоб він міг розгадати таємницю того, чи вбив король Англії Річард III своїх племінників, принців у Тауері.
«Справа про франшизу» також має історичний контекст: хоча дія відбувається в 1940-х роках, вона базується на випадку Елізабет Каннінг у XVIII столітті. «Дочка часу» була останньою книжкою Тей, опублікованою за її життя. Її останній твір, наступний кримінальний роман, «Співучі піски», знайшли у її паперах і видали посмертно.

## Смерть
Тей не розголошувала особисте життя, уникаючи будь-якої публічності впродовж усього життя. Протягом останнього року, коли вона знала, що смертельно хвора, вона також рішуче уникала всіх своїх друзів. Її найкращий твір «Капер» (1952) — романтичний роман, оснований на житті капера Генрі Моргана. Вона померла від раку печінки в будинку своєї сестри Мері в Лондоні 13 лютого 1952 року. Більшість її друзів, зокрема й Гілгуд, навіть не знали, що вона хвора. Її некролог у The Times з'явився під її справжнім іменем: «Міс Е. Макінтош, авторка "Річарда Бордоського"». 
Доходи від майна Тей, зокрема гонорари з її книжок, було передано Національному трасту.

## Прийняття і спадок
1990 року роман «Дочка часу» Асоціація письменників детективного жанру обрала як найкращий кримінальний роман усіх часів; «Справа про франшизу» була 11-ю в тому ж списку зі 100 книг.
2015 року Вел Макдермід стверджувала, що Тей «прочинила двері» для наступних письменниць, як-от Патриції Гайсміт і Рут Ренделл, щоб досліджувати темніший бік людської природи, створюючи міст між Золотою ерою детективної літератури та сучасними кримінальними романами, оскільки «Тей відкрила можливість для незвичайних секретів. Гомосексуальне бажання, перевдягання, сексуальні збочення — усе це було натяками, що зринали в тіні, коли зачинялися двері або зрушувалася завіса. Тей ніколи не була вульгарною чи збудливою... Однак її світ розкривав інший набір психологічних мотивацій». 2019 року Еві Джеффрі обговорювала залучення Тей до дебатів про смертну кару у її романах «Шиллінг за свічки» та «Любити і бути мудрим».

## Публікації

### Романи

#### Романи серії «Інспектор Алан Ґрант»
Усі як Жозефіна Тей, за винятком випадків, де зазначено інше
1. Людина в черзі (також опублікована як Killer in the Crowd) (1929) [як Гордон Девіот]. Виходив частинами у Dundee Evening Telegraph з 12 серпня до 24 вересня 1930 року
2. Шилінг за свічки (1936) (основа фільму Гічкока 1937 року «Молодий і невинний»)
3. Справа про франшизу (1948) [Інспектор Ґрант коротко з’являється на початку, згадується кілька разів] (екранізовано 1950 року з Майклом Денісоном і Дулсі Ґрей у головних ролях)
4. Любити і бути мудрим (1950)
5. Дочка часу (1951)
6. Співучі піски (1952)

#### Детективи поза серіями
Всі як Жозефіна Тей. Дія цих романів розгортається в тій же вигаданій Британії XX століття, що й романи серії «Інспектор Ґрант».
- Міс Пім вирішує (1946)
- Брет Феррар (або Come and Kill Me) (1949) (він став основою для фільму студії Hammer «Параноїк» (1963), хоча в титрах не було зазначено авторства)

#### Інші романи
Усі як Ґордон Девіот
- Кіф: неприкрашена історія (1929) — історія хлопчика, який доглядає за кіньми та проходить через Першу світову війну.
- Дороге гало: Байка без моралі (1931) — про дві пари братів і сестер, одна з аристократів, інша з робітничого класу.
- Капер (1952) — художня реконструкція життя капера Генрі Моргана.

### Життєпис
- Клевергауз (1937) [як Ґордона Девіот] (життя ватажка кавалерії XVII століття Джона Грема з Клевергаузу, 1-го віконта Данді)

### Сценічні вистави
Усі як Ґордон Девіот
- Річард Бордоський (вперше виконано, Arts Theatre Club, Лондон, 1932)
- Жінка, що сміється (Новий театр, Лондон, 1934)
- Королева Шотландії (Новий театр, Абердін, 1934)
- Зірки вклоняються (Опубліковано, 1939; вперше виконано, Chatham House School, 1949)
- Кірк о'Філд (вперше виконано, Королівський театр, Глазго, 1940)
- Корнелія (вперше поставлена, Громадський театр Глазго, 1946) [як Ф. Крейгі Гов]. Відновлено, 1963, як Ґордон Девіот
- Маленький сухий терен (Перша вистава, Глазго Громадський театр, 1946)
- Лейт Сендс (Опубліковано, 1946: сценічний виступ ще не відстежено)
- Рахаб (Опубліковано, 1946. Вперше виконано, Шотландська громадська драматична асоціація, 1947)
- Мати Масе (опубліковано, 1946: жодного сценічного виступу ще не відстежено)
- Сара (Опубліковано, 1946: сценічний виступ ще не відстежено)
- До місис Фрай завітав гість (Опубліковано, 1946: сценічний виступ ще не відстежено)
- Три місис Меддерлі (опубліковано, 1946: сценічний виступ ще не відстежено)
- Clarion Call (Опубліковано, 1946. Вперше виконано, Ратуша Ратуші, 31 липня 1947)
- Пам'ятайте про Цезаря (Опубліковано, 1946: сценічний виступ ще не відстежено)
- Валерій (вперше виконано, Театр Севіль, Лондон, 1948)
- Barnharrow (перше виконання, Stirling Dramatic Club, 1949, одноактна) [14]
- The Balwhinnie Bomb (1949)
- Дікон (вперше виконано, Salisbury Playhouse, 1955) — співчутливе зображення Річарда III

### Радіоп'єси
Усі як Гордон Девіот
- Жінка, що сміється (Коротка версія). Домашня служба BBC, 1 грудня 1940 р
- Лейт Сендс. Домашня служба BBC, 13 грудня 1941 р
- Королева Шотландії (Адаптовано авторкою). Домашня служба BBC, 6 грудня 1942 р.
- Три місис Меддерлі. Домашня служба BBC, 14 червня 1944 р.
- У місис Фрай гості. Домашня служба BBC, 6 грудня 1944 р.
- Три жінки. (Три п'єси). Домашня служба BBC, 10 червня 1945 р.
- Згадайте Цезаря. Домашня служба BBC, 4 січня 1946 р.
- Зірки вклоняються. Домашня служба BBC, 13 листопада 1948 р.
- Ручка моєї тітки. Домашня служба BBC, 15 лютого 1950 р.
- Пишність місис Помфрет. Домашня служба BBC, 23 жовтня 1954 р.

### Телевізійні п'єси
Усі як Ґордон Девіот
- Sweet Coz. Телебачення BBC, 4 січня 1955 р.
- Lady Charing Is Cross. Телебачення BBC, 8 січня 1955 р.
- The Staff Room. Телебачення BBC, 1 травня 1956 р.
- Барнгарроу. Телебачення BBC, 1 травня 1956 р.

### Оповідання
Усі як Гордон Девіот
- Пет у сім. Westminster Gazette, 24 липня 1926 р.
- Джанет. Westminster Gazette, 2 жовтня 1926 р.
- Аталанта. Westminster Gazette, 9 березня 1927 р.
- Пет носить свій другий найкращий кілт. Westminster Gazette, 17 грудня 1927 р.

### Вірші
Усі як Ґордон Девіот
- A Song of Racing. Westminster Gazette, 16 квітня 1927 р.
- Exile. Westminster Gazette, 7 травня 1927 р.
- Deadlock. Westminster Gazette, 21 травня 1927 р.
- A Song of Stations. Westminster Gazette, 4 червня 1927 р.
- Roads. Westminster Gazette, 20 серпня 1927 р.
- In Memoriam HPFM. Westminster Gazette, 10 вересня 1927 р.
- Dyspepsia. Westminster Gazette, 15 жовтня 1927 р.
- Reasons. Westminster Gazette, 24 грудня 1927 р.
- Коли я стану старим. Westminster Gazette, 7 січня 1928 р.

### Короткий нон-фікшн
Усе як Гордон Девіот
- Tossing the Caber. Westminster Gazette, 10 вересня 1927 р.

## Радіо- та телеінсценізації
- Людина в черзі: трансляція в 1955 році, адаптація Г. Б. Форчуїна
- Шилінг за свічки: трансляція в 1954, 1963 і 1969 роках, адаптація Рекса Рінітса; у 1998 році, адаптація Джона Флетчера
- Міс Пім вирішує: трансляція в 1952 році, адаптація Джонкіла Ентоні; і 1987, адаптація Елізабет Прауд
- Справа про франшизу: трансляція в 1952, 1970 і 2005 роках
- Справа про франшизу: телевізійний показ у 1958 році (Роберт Голл), серіали 1962 року (Констанс Кокс) та 1988 року (Джеймс Ендрю Голл)
- Брет Феррар: трансляція в 1954, 1959 і 1980 роках (усі адаптував Сиріл Вентцел)
- Брет Феррар: телевізійний показ у 1986 році, адаптація Джеймса Ендрю Голла
- Дочка часу: трансляція в 1952 (автор сценарію не вказаний) і 1982 (Невілл Теллер)
- Співучі піски: трансляція в 1956 році (Бертрам Парнабі); по телебаченню в 1969 році (Джеймс МакТаггарт)

## Зовнішні посилання
- Works by Josephine Tey in eBook form at Standard Ebooks
- Works by Elizabeth Mackintosh at Faded Page (Canada)
- Works by Josephine Tey at Open Library
- Author Dana Stabenow's homage to Josephine Tey's The Daughter of Time — How My Mother and Josephine Tey Led Me into a Life of Crime
- Жозефіна Тей на сайті IMDb (англ.)
- Photo of Tey
- Josephine Tey – A Very Private Person
- "The Elusive Miss MacKintosh" — review in Quadrant